# Mont-l'Étroit
Mont-l’Étroit é uma comuna francesa na região administrativa de Grande Leste, no departamento de Meurthe-et-Moselle. Estende-se por uma área de 6,42 km². Em 2010 a comuna tinha 94 habitantes (densidade: 14,6 hab./km²).